# تريو 680
تريو 680 (بالإنجليزية: Treo 680)‏ هو هاتف ذكي من بالم، تم طرحه في الأسواق في نوفمبر 2006.

## الخصائص
- الكاميرا الخلفية: 0.3 ميجابكسل
- الشاشة: شاشة لمس إل سي دي
- الوزن: 158 غرام
- المعالج: 312 ميجا هرتز
- الذاكرة: 128 ميجابايت